# Щербань, Николай Васильевич
Николай Васильевич Щербань (1834—1893) — российский журналист и публицист.

## Биография
Родился в 1834 году в Таврической губернии.
В 1856 году кандидатом окончил юридический факультет Московского университета.
Как многосторонне образованный человек, Щербань скоро примкнул к журналистике, а именно к кружку, группировавшемуся около издателей «Русского вестника», М. Н. Каткова и П. М. Леонтьева, и уже через два года по окончании университетского курса выступил в названном журнале с тремя статьями: «Суды, магистратура и адвокатура во Франции» («Русский Вестник», 1858 г., № 10, 11, 24), обратившими на себя внимание и издателей, и читателей.
С той поры в течение пяти лет почти беспрерывной вереницей появлялись его труды в журнале Каткова и Леонтьева, а также и в выходившей при «Русском вестнике» «Современной летописи». Некоторые из них заслуживают особенного внимания, таковы: «Централизация и свобода» («Русский вестник», 1860 г., № 6), «О паспортах» (Русский вестник, 1860 г., № 1), «Переселение крымских татар» («Русский вестник», 1860 г., № 12), «К почтовому вопросу» («Современная летопись», 1863 г., № 39, 40; 1864 г., № 13, 14, 29) и др.
С 1863 года литературно-публицистическая деятельность писателя развилась еще более, необычно с тех пор, как Катков, вместе с продолжением «Русского вестника», взялся за издание «Московских ведомостей». В это время Н. В. Щербань, образцовый знаток французского языка, посвятивший свои первые труды судьбам французской юриспруденции, отправился во Францию и оттуда стал присылать интересные, живые и остроумные письма, которые в наших газетах явились тогда первыми образцовыми опытами «корреспонденций». Эти письма, за немногими перерывами, когда автор приезжал на родину, более 30-ти лет (1863—1893 гг.) печатались в «Московских ведомостях».
В конце 1860-х и начале 1870-х годов Николай Васильевич Щербань некоторое время был и корреспондентом газеты «Голос», где среди прочих напечатал статьи: «Русская пропаганда» («Голос», 1867 г., № 256) и «С перепутья» («Голос», 1871 г.) — фельетон, помещавшийся в продолжение всего года и представляющий собой политическую и общественную хронику современной автору Франции.
Обязательные и срочные корреспонденции из-за границы не мешали Щербаню время от времени печатать и более значительные статьи, преимущественно на страницах «Русского вестника» и «Московских ведомостей». Из них к последним 20-ти годам его жизни относятся следующие: «Парижские заметки» («Русский вестник», 1873 г., № 5), «А. И. Белоха, примадонна Парижской итальянской оперы» («Московские ведомости», 1874 г., № 164), «Возрождение революционной русской печати за границей. Литературно-политические заметки» («Московские ведомости», 1875 г., № 137), «Американское имброглио. Воспоминания, догадки и совершившиеся факты» («Русский вестник», 1877 г., № 4), «Воспоминания крепостного» («Русский вестник», 1877 г., № 9), «Пий IX и Виктор-Эммануил» («Русский вестник», 1878 г., № 3), «Турция и турецкие деятели» («Русский вестник», 1878 г., № 1), «Накануне перелома во Франции» («Русский вестник», 1885 г., № 11), «К совершеннолетию нашего нового суда. Из личных наблюдений» («Русский вестник», 1886 г., № 5), «Политический разврат: народовольство, народовольцы; опыт анализа» («Русский вестник», 1887 г, № 8—10, 12), «32 письма И. С. Тургенева и воспоминания о нем» («Русский вестник», 1890 г., № 7, 8), «Напраслина», статья, посвященная M. H. Каткову и П. М. Леонтьеву («Московские ведомости», 1891 г., № 161) и почти предсмертная статья: «Ф. Ф. Вигель, декабрист Лунин и кое-что о Петербурге в мемуарах И. Оже» («Московские ведомости», 1893 г., № 251, 255, 306).
Кроме того, Н. Щербань одно время состоял редактором официальной газеты «Le Nord», издававшейся Министерством иностранных дел Российской империи в  Брюсселе (позднее его сменил В. И. Капельманс.
Живя постоянно за границей (преимущественно во Франции), Щербань никогда не прерывал с отечеством, был полезным, убежденным патриотом и выдающимся общественным деятелем. Будучи землевладельцем Евпаторийского уезда, он выступал в качестве уездного гласного Евпаторийского земства и губернского гласного Таврического земства, а в 1880—1883 гг. был также членом Таврической губернской земской управы.
Скоропостижно скончался в Париже 1 ноября 1893 года[по какому календарю?].